# Сулицкий, Николай Пантелеевич
Николай Пантелеевич Сулицкий (4 мая 1906 — 14 мая 1986) — советский партийный деятель, дипломат, учёный-востоковед. Чрезвычайный и полномочный посол СССР в Йемене (1963—1966), 2-й секретарь Свердловского горкома ВКП(б) в 1938 году.

## Биография
- Окончил Свердловский педагогический институт в 1935 году.
- В 1936—1946 годах — на ответственной партийной работе в Свердловске, в июле—августе 1938 года руководил городской парторганизацией в ранге 2-го секретаря горкома.
- В 1946—1952 годах — на ответственной Работе в центральном аппарате МИД СССР. Зачислен в МИД как сотрудник, который владеет французским, английским и арабским языками.
- В 1952—1954 годах — советник посольства СССР в Румынии.
- В 1954—1959 годах — советник миссии (с 1956 — посольства) СССР в Ливане.
- В 1959—1960 годах — на ответственной работе в центральном аппарате МИД СССР.
- В 1960—1962 годах — временный поверенный в делах СССР в Йемене.
- С 18 июля 1962 по 7 сентября 1966 года — чрезвычайный и полномочный посланник/посол СССР в Йеменской Арабской Республике[1].
- В 1966—1971 годах — на ответственной работе в центральном аппарате МИД СССР. Старший советник департамента МИД СССР.
- С 1972 года — в отставке.

Н. П. Сулицкий был видным политиком, благодаря которому во многом стало возможным становление дипломатических отношений между СССР и Йеменом и последующее тесное сотрудничество нашей страны с Йеменом. Именно Н. П. Сулицкий заложил в своё время основу этого сотрудничества, что было высоко оценено тогдашним политическим руководством страны — такими фигурами, как Хрущёв, Подгорный, Брежнев, Косыгин, Громыко.

## Награды
- Орден Ленина (22 мая 1964)
- Орден Октябрьской Революции (29 августа 1966)
- Орден Красной Звезды (22 марта 1968)
- Орден Трудового Красного Знамени (22 апреля 1972)

## Дипломатический ранг
- Чрезвычайный и полномочный посол

## Научные труды
Н. П. Сулицкий являлся видным ученым-востоковедом, который в своей исследовательской работе широко применял практические навыки и знания, полученные во время дипломатической службы и политической работе на Востоке. Он внес большой вклад в становление советской арабистики. Его перу принадлежат следующие произведения:
- Арабские страны в борьбе за социализм. — М., 1962.
- О практических формах борьбы арабских стран с неоколониализмом. — М., 1964.
- Феномен арабского единства. — М., 1969.

## Семья
- Жена — Сулицкая Рива Семеновна, старший научный сотрудник Института востоковедения АН СССР.
- Сын — Владимир, профессор, доктор экономических наук, кандидат технических наук.